# Laurens Janszoon Coster
Laurens Janszoon Coster (ur. 1370, zm. 1439/1440 lub ur. 1405, zm. 1484) – holenderski mieszczanin z Haarlemu, rzekomy wynalazca sztuki drukarskiej w Europie.
Spośród konkurentów Johannesa Gutenberga do miana „wynalazcy druku”, Coster zyskał największy rozgłos. Choć przekaz przypisujący mu tę zasługę pojawił się stosunkowo późno w porównaniu z innymi pretendentami (dopiero w II połowie XVI wieku), to właśnie jego osoba najdłużej wzbudzała dyskusje i ostre spory pośród badaczy historii druku, stając się tematem wielu prac. Część uczonych broniła poglądu o pierwszeństwie Holendra przed Gutenbergiem, część zwalczała taką koncepcję, pojawiły się też próby przypisania Costerowi części zasług lub dzieła udoskonalenia druku. Ostatecznie jednak nie udało się potwierdzić wiarygodności opowieści o Costerze. Najprawdopodobniej spod jego ręki wychodziły jedynie książki blokowe, choć być może pracował nad udoskonaleniem techniki powielania tekstów.

## Życiorys

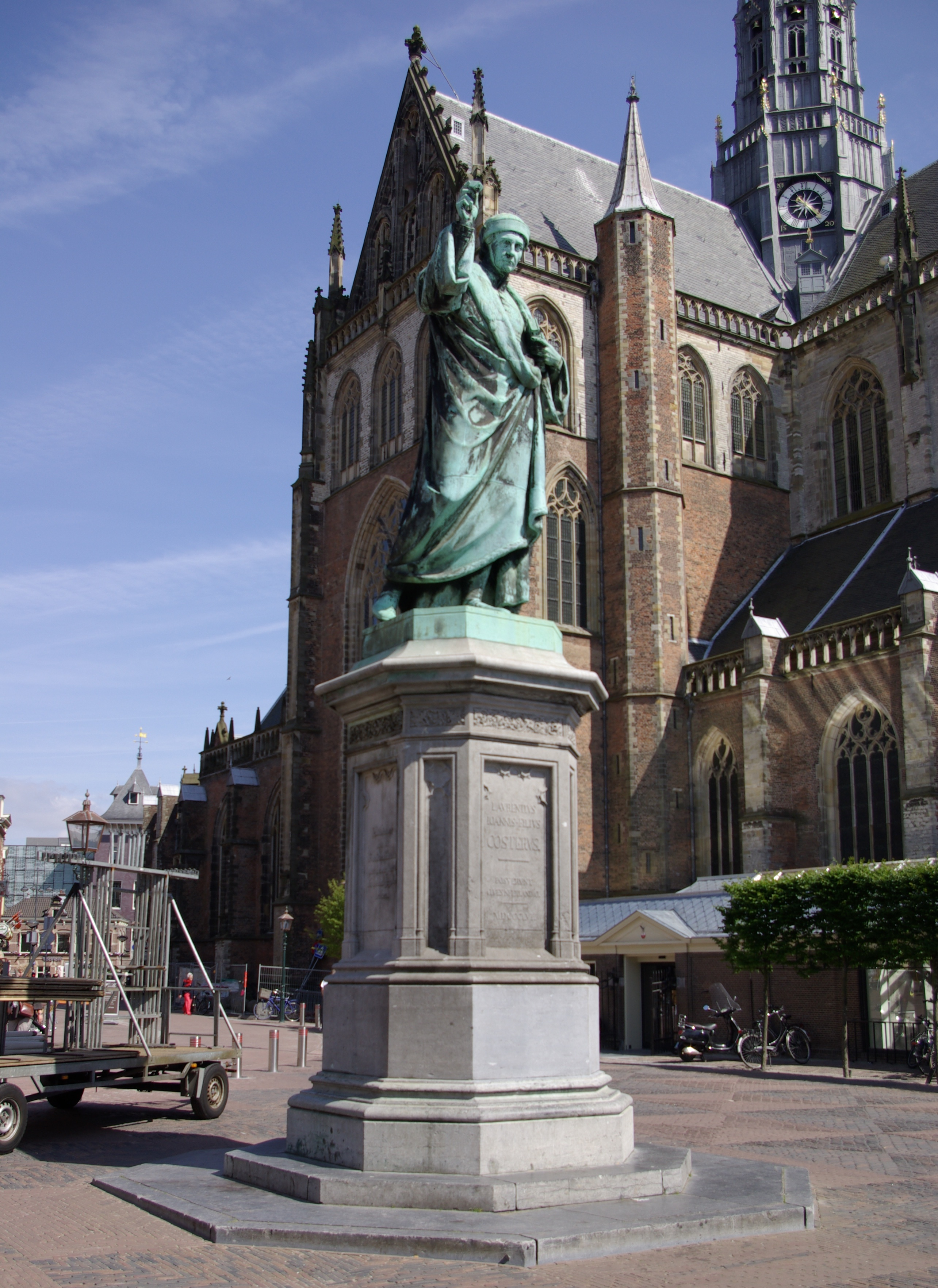
Pomnik Costera z XIX stulecia w Haarlemie, usytuowany przy wielkiej farze miasta

W przedstawieniach biografii Costera występują istotne rozbieżności, dotyczące datacji narodzin i śmierci, zawodu czy statusu społecznego. Wiadomo, że życie spędził w Haarlemie. Był kościelnym czy też kustoszem kościelnym w wielkiej farze miasta. Być może również piastował funkcję ławnika.
Allgemeine Deutsche Biographie podaje, że urodził się w 1370 roku i pochodził ze szlacheckiej rodziny. Podkreśla przy tym, że zajęcie przy farze było honorowym i dochodowym stanowiskiem, powierzanym szanowanym mieszkańcom, a faktyczne obowiązki wykonywała podległa mu służba. Coster miał być zatem bogatym człowiekiem, zasiadającym kilkukrotnie w ławie miejskiej, wielkiej radzie miasta oraz piastującym godność skarbnika miejskiego. Po 1434 roku zapewne wycofał się z życia publicznego, a zmarł, jak się wydaje, w 1439 czy 1440 roku, w trakcie zarazy. Był dwukrotnie żonaty, za pierwszym razem z Catheriną (z nią miał córkę imieniem Lucia), a za drugim z Ymmą, która go przeżyła.
Inne opracowania datują jego narodziny na prawdopodobnie rok 1405. Poza funkcją kościelnego, miał zajmować się wieloma innymi profesjami – był też nauczycielem, handlował winem, oliwą oraz mydłem, przez pewien czas prowadził karczmę i wytwarzał świece łojowe. Czasem określa się go mianem kleryka. Jego zgon datowany jest na rok 1484.

## Domniemany wynalazca druku

### Relacja Juniusa
Po raz pierwszy przypisano Costerowi wynalezienia druku w II połowie XVI wieku, w dziele Batavia autorstwa Hadriana Juniusa (1511–1575), wydanym w Lejdzie w roku 1568 lub 1588 roku. Wedle zawartej tam relacji, Holender z Haarlemu opracował nowy sposób powielania tekstu w ciągu 1440 roku. Początkowo, biegły w drzeworytnictwie, dla zabawy swoich wnucząt wycinał drewniane czcionki z literami do odbijania na papierze. Z czasem zaczęły im służyć jako „pomoce” w nauce czytania i pisania. Następnie Coster przeszedł od tego do ksylografii, by w niedługim czasie zacząć wykonywać czcionki z ołowiu i ostatecznie z cyny. Korzystając z nich rozpoczął drukowanie, udoskonaliwszy jeszcze z zięciem Tomasem Pieterszoonem atrament, a jego pierwszą książką, powieloną nową metodą, było Spiegel ouzer behoudnisse (łac. Speculum humanae salvationis). Od tego momentu Coster zaczął ściągać kupców po książki oraz robotników do powiększonego warsztatu, bowiem sam nie mógł podołać wydawaniu kolejnych tekstów. Jednak jego pomocnik, Johannes Faustus z Moguncji, w Wigilię Bożego Narodzenia 1440 roku, ukradł mu wszystkie czcionki. Uciekł do Amsterdamu, stamtąd zaś przeniósł się do Kolonii, a ostatecznie osiadł w rodzinnym mieście. Tam założył drukarnię, wydając Doctrinale, podręcznik gramatyki łacińskiej Aleksandra de Villa Dei, i Tractatus Piotra Hiszpana. W ten sposób miał rozpowszechnić się wynalazek Holendra. Junius podał, że całą opowieść przekazali mu nauczyciel Nicolaus Gaal i burmistrz Haarlemu, Quirinus Thalesius, ci zaś poznali ją od osiemdziesięcioletniego Cornelisa, księgarza i introligatora, w młodości pracownika Costera, który znał też Faustusa.

### Dyskusje
W Haarlemie dość długo utrzymywała się tradycja, wedle której to właśnie w tym mieście wynaleziono druk. Georg Braun w 1573 roku stwierdził, że w całej Holandii jest to powszechnie przyjęty przekaz. W każdym razie tekst Juniusa stał się podstawą przypisywania Costerowi pierwszeństwa we wprowadzeniu druku w Europie. Na ścianie jego domu umieszczono w połowie XVI wieku łacińską inskrypcję Ars artium omnium conservatrix („sztuka chroniąca wszystkie sztuki”), odnoszącą się do znaczenia wynalazku. Zasługi Holendra, jak i kwestia prawdziwości całego przekazu, stały się tematem długotrwałych dyskusji, a cała sprawa zyskała szeroki rozgłos. Coster, choć najpóźniej wysunięty i nie jedyny konkurent Gutenberga do miana „twórcy druku”, stał się jego najpoważniejszym rywalem aż po XX wiek. W miarę upływu czasu silny wpływ na trwałość tej tradycji i rosnącą legendę wynalazcy wywierało poczucie dumy narodowej Holendrów oraz lokalny patriotyzm mieszkańców Haarlemu. Dzięki całej tej sprawie ich miasto mogło rywalizować ze Strasburgiem i Moguncją o miano „kolebki druku”.

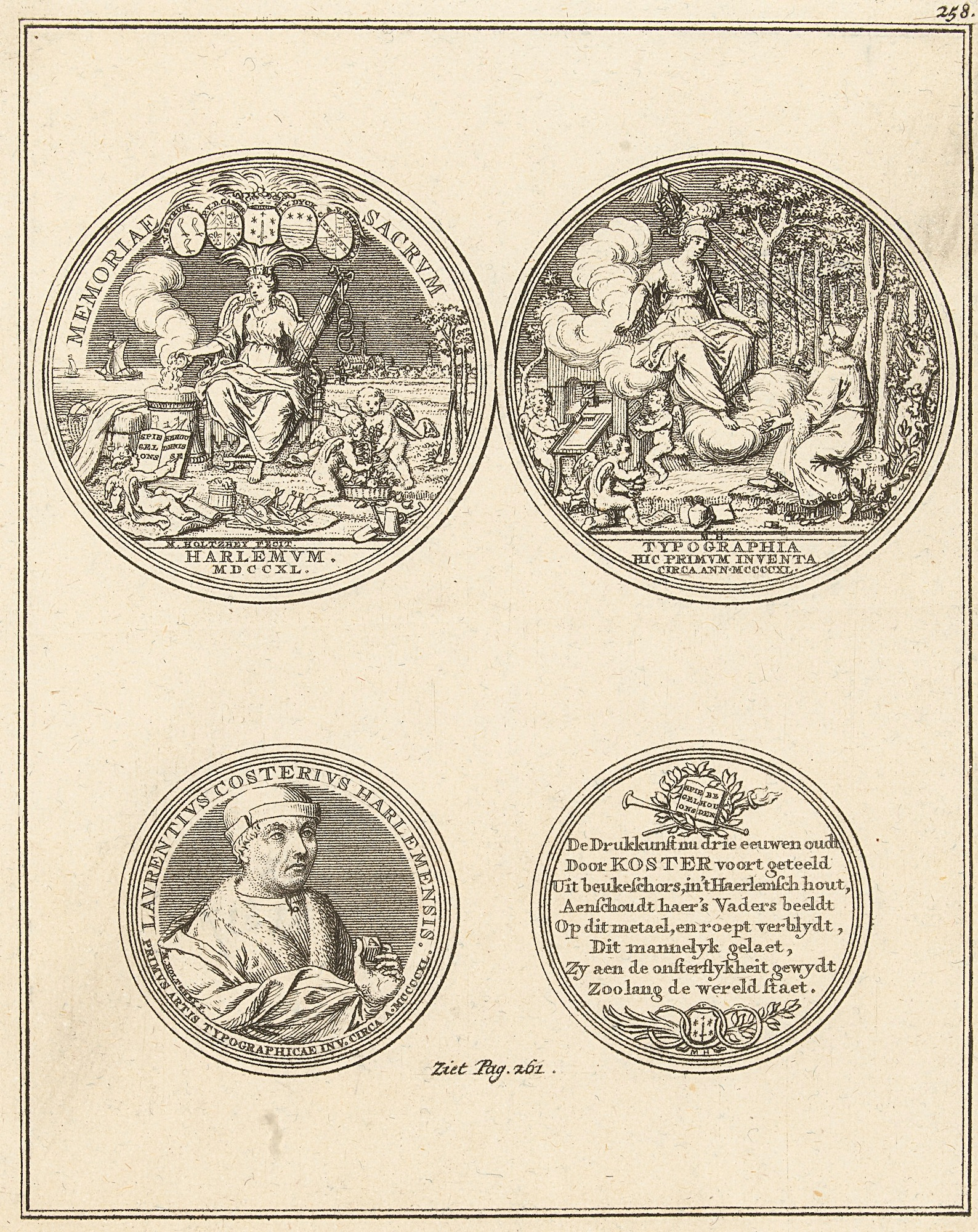
Rycina przedstawiająca medale, wybite na cześć Costera w 1740 roku

Pogląd o zasługach Costera dodatkowo umacniały inne przekazy źródłowe, wedle których nową technikę druku zaczęto stosować wpierw w Holandii, choć nie wymieniały nazwiska jej twórcy. Wedle noty z Kroniki kolońskiej, wydanej w 1499 roku, wzorem dla pierwszych druków mogunckich były holenderskie donaty. Anonimowy autor prawidłowo opisał sam wynalazek, który według niego miał powstać około 1440 roku i być udoskonalanym przez następne dziesięć lat, a powoływał się w swojej relacji na osobę Ulricha Zella, pierwszego drukarza w Kolonii. W odkrytych w późniejszym okresie zapiskach francuskiego opata, Jeana Roberta z Cambray, znalazły się zaś informacje o sprowadzaniu w 1445 i 1451 roku wielu egzemplarzy Doctrinale wykonanych „jetté en molle” („z odlanych form”, „rzuconych w formę”). Zwrot ten mógł oznaczać tekst uformowany w drzeworycie lub jakąś techniką pracy w metalu, może zaś druk. Jakkolwiek nie znano żadnej książki, która wyszła od Costera, przypisywano mu zespół szczupłych niedatowanych druków (obejmujących donaty, Speculum… i teksty humanistyczne), które określano mianem „Costeriana”. Ich datowanie, analiza formy tekstu czy czcionek były argumentami w dyskusjach nad zasługami Holendra.

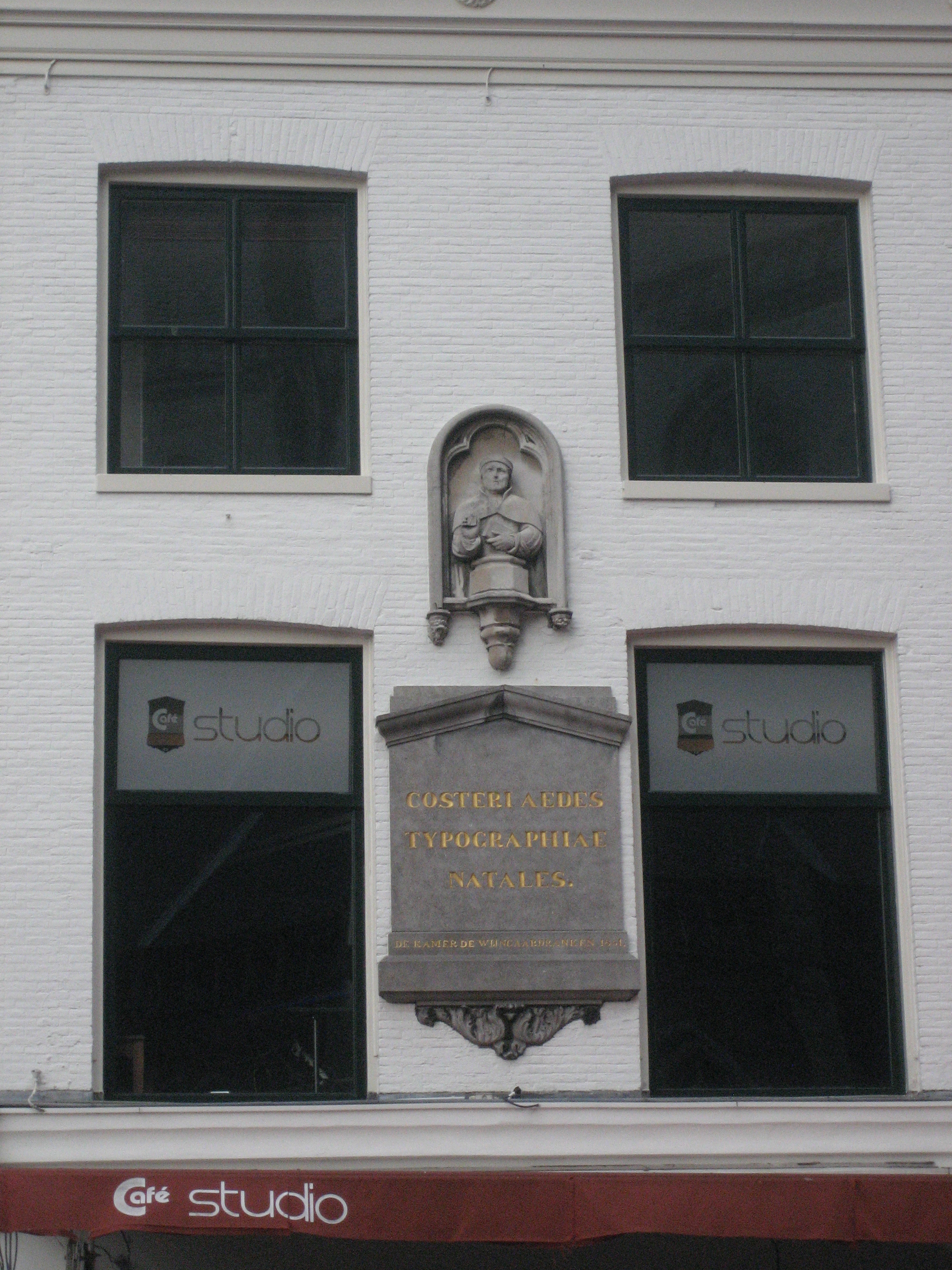
Dziewiętnastowieczna tablica ku czci Costera

Polemiki poświęcone Costerowi trwały przez następne stulecia, szczególnie nasilając się w okresie jubileuszy rocznicy wynalezienia drukarstwa w 1640, 1740 czy 1840 roku. Publikowano liczne prace mu poświęcone, wiele miejsca zajmował w dziełach traktujących o historii druku. Przykładowo Marcus Zuerius Boxhorn wydał De typographicae artis invetione et inventoribus dissertatio (1640), gdzie opowiedział się za pierwszeństwem mieszczanina z Haarlemu przed Gutenbergiem. Ta i podobne holenderskie prace skłoniły z kolei Bernharda von Mallinckrodta (1591–1664) do przeciwstawienia się temu poglądowi w De ortu et progressi artis typographicae (1640). Współcześnie książka ta uznawana jest za początek prac badawczych poświęconych rzemieślnikowi z Moguncji. Rok 1740 przyniósł kolejne nasilenie publikacji holenderskich, na cześć Costera wybijano medale i odsłaniano pomniki. Piętnaście lat po tej rocznicy, Gerard Meerman, ławnik i syndyk Rotterdamu, wydał Origines typographicae, gdzie zdecydowanie bronił opowieści o Costerze, przytaczając liczne dokumenty.
W stuleciach XIX i XX spór nie ucichł, przeciwnie, angażował kolejnych wybitnych znawców dziejów druku. Dyskusje często przybierały formę ostrych sporów, nawet łącznie z obrzucaniem inwektywami przeciwników. Joseph van Praet, kierownik działu druków Biblioteki Narodowej w Paryżu, uznawał za absurdalne przypisywanie Costerowi pierwszeństwa, kwestionował nawet historyczność jego osoby. Badacze niemieccy również nie ustawali w próbach odrzucenia opowieści o nim, jeden z nich określał Juniusa mianem „apostoła kłamstwa”. Niektórzy przypisywali Costerowi prowadzenie eksperymentów nad nową techniką powielania druku i pewne osiągnięcia w tym zakresie, pojawiła się też koncepcja, że wynalazek haarlemczyka nie wyszedł poza granice Holandii. Także holenderski uczony Antoni van der Linde (Geschichte der Erfindung der Buchdruk-Kunst, Berlin 1886) wykluczył możliwość, by Coster mógł być pierwszym drukarzem, ale nie zakończyło to debat. Najmocniejszym obrońcą mieszczanina z Haarlemu okazał się John Henry Hessel, w pracach Haarlem the Birth-place of Priting, not Mentz (Londyn 1887) i The Gutenberg Fiction (Londyn 1912), do których nawiązywano i po II wojnie światowej. Gotfried Zedler (1860–1945), w książce Von Coster zu Gutenberg z 1921 roku, uznał Holendra za wynalazcę ruchomej czcionki – Coster oczka czcionek miał odlewać z formy piaskowej i osadzać je na słupku, co jednak było dość uciążliwą metodą – choć właściwym twórcą metody drukowania był dla niego Gutenberg, który wprowadził maszynkę odlewniczą do czcionek. Jednak pogląd ten nie utrzymał się. Pojawiały się opinie, iż nie można rozstrzygnąć tego sporu, przypisywano także haarlemczykowi jedynie nieudane próby użycia ruchomej czcionki czy też udoskonalenie przez niego wynalazku Gutenberga.
Część badaczy przyjmujących pierwszeństwo Costera rozważała, czy Gutenberg mógł poznać jego wynalazek i wykorzystać doświadczenia. Uroczystości ku czci relikwii w Akwizgranie w 1440 roku miały być miejscem, gdzie moguntczyk zobaczył książki Costera. Choć nie miał możliwości wtedy niczego się nauczyć, sam ich widok mógł jednak stanowić inspirację. Niektórzy wymieniali Haarlem jako jedno z miejsc pobytu Gutenberga między 1444 a 1448 rokiem, kiedy to znikł ze źródeł dostępnych historykom, na co jednak nie ma żadnych dowodów.

### Konkluzje
Ostatecznie, po długotrwałych i żmudnych badaniach, zwyciężyło przekonanie, przyjęte przez szereg wybitnych specjalistów, że nie można utrzymać poglądu o pierwszeństwie Costera, opowieści o nim są zaś legendami, które mają słabe oparcie w źródłach. Relacja Juniusa została zakwestionowana ze względu na pewne sprzeczności i dowolności. Analiza najwcześniejszych inkunabułów holenderskich, niemających datacji oraz impresum wykazała, że nie pochodzą z lat 30. XV wieku, ponadto nie ma żadnych druków współczesnych Costerowi, a zbiór jemu przypisywany zadatowano (na podstawie znaków wodnych papieru) na lata 1466–1479. Powiązany został nie z Haarlemem, lecz z Utrechtem i anonimowym typografem, określanym jako „Drukarz Speculum”. Wzmianki z Kroniki kolońskiej i zapisek Jeana  Roberta traktowane są jako przykłady jeszcze nie właściwego druku, ale pretypografii, czyli techniki odbijania poszczególnych stron, ornamentów czy napisów z odlewanych form. Jedynie pogląd wyrażony wcześniej przez Theodora Muspera (1895–1976), że Costerowi można jedynie przypisać najstarsze holenderskie książki blokowe, uznaje się za prawdopodobny.